# Дина На
Малин Дина Сундстрём (швед. Malin Dinah Sundström), наиболее известна как Дина На (швед. Dinah Nah; род. 23 августа 1980) — шведская певица.

## Жизнь и карьера

### Ранние годы и группа Caramell
Дина На, Урождённая Малин Дина Сундстрём, выросла в Сатре недалеко от Стокгольма в Швеции. Она лицензированный терапевт в области кожных заболеваний и медсестра. В 1998—2002 годах была участницей поп-группы Caramell.

### Сольная карьера
Сольная карьера певицы началась, когда Андерс Багге предложил ей выступить с песней «Make Me (La La La)» на конкурсе Melodifestivalen 2015 (который является отборочным от Швеции на «Евровидение»). Она выступала в 4-м полуфинале, но, заняв 4-е место, напрямую в финал не вышла, а квалифицировалась в тур «Второй шанс», по итогам выступления в котором вышла-таки в финал. В финале она заняла последнее, 12-е место. Позже в том же году она выпустила песню «Taste Your Love».
Принимала участие в Melodifestivalen 2017 с песней «One More Night». Тогда она участвовала в первом полуфинале, который состоялся 4 февраля 2017 года. В итоге она заняла пятое место и не смогла попасть в финал.

## Дискография
| «I Am»                                                                                  | 2012 | —  |                   | Неальбомные синглы |
| «Like You»                                                                              | 2013 | —  |                   | Неальбомные синглы |
| «Make Me (La La La)»                                                                    | 2015 | 10 | - GLF: Платиновый | Неальбомные синглы |
| «Taste Your Love»                                                                       | 2015 | —  |                   | Неальбомные синглы |
| «One More Night»                                                                        | 2017 | 59 |                   | Неальбомные синглы |
| «—» означает, что сингл не попал в чарты или не был выпущен на определённой территории. |      |    |                   |                    |